# Delphinium fissum
Delphinium fissum är en ranunkelväxtart. Delphinium fissum ingår i släktet storriddarsporrar, och familjen ranunkelväxter.

## Underarter
Arten delas in i följande underarter:
- D. f. albiflorum
- D. f. anatolicum
- D. f. bolosii
- D. f. caseyi
- D. f. fissum
- D. f. fontqueri
- D. f. ithaburense
- D. f. sordidum

## Bildgalleri

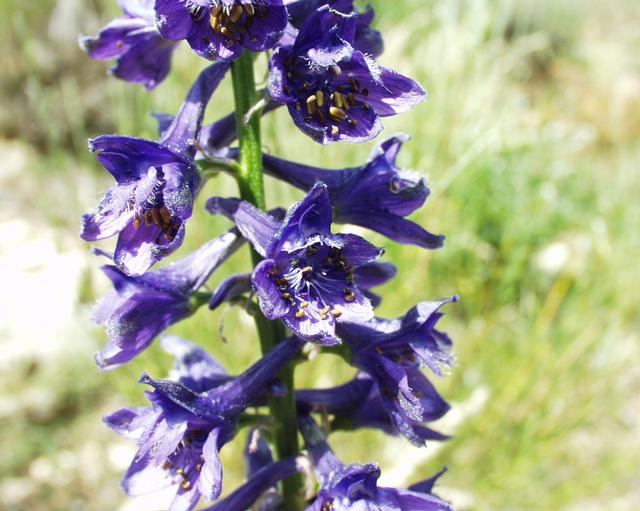
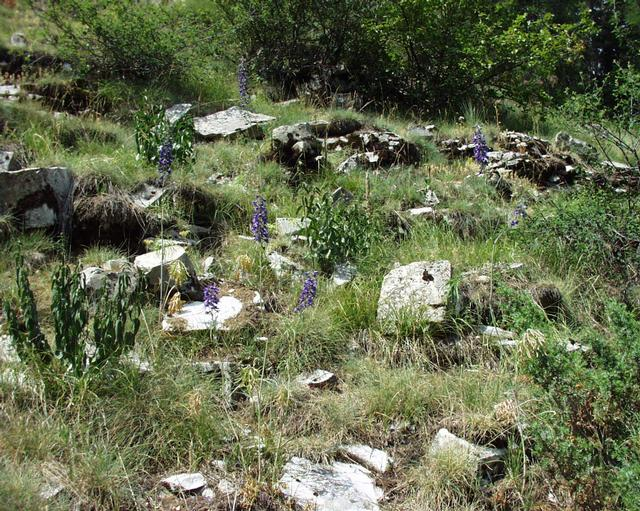
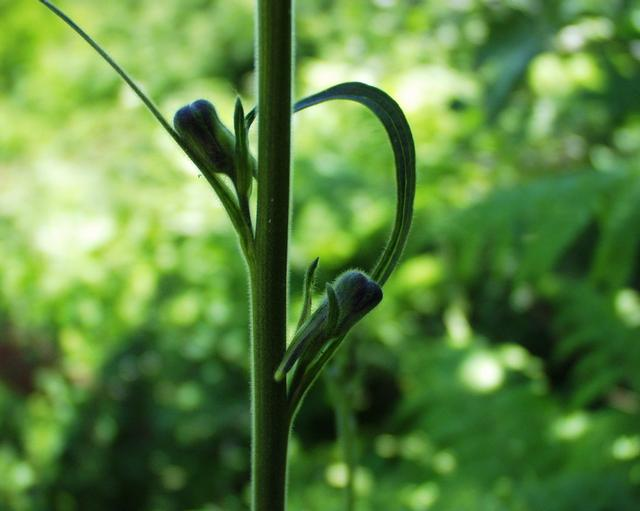